# Estació de Granollers Centre
Granollers Centre és una estació de ferrocarril propietat d'Adif situada a l'est de la població de Granollers, a la comarca del Vallès Oriental. L'estació es troba a la línia Barcelona-Girona-Portbou, i hi tenen parada trens de Rodalies de Catalunya de les línies R2 i R2 Nord i R8 dels serveis de rodalia de Barcelona i la línia R11 dels serveis regionals, operats per Renfe Operadora.
L'antiga estació de la línia de Granollers o Girona va entrar en servei l'any 1854, quan va entrar en servei el tram construït per Camins de Ferro de Barcelona a Granollers entre Barcelona (antiga estació de Granollers, substituïda per l'Estació de França) i Granollers Centre. Al costat de l'estació paren autobusos urbans i alguns interurbans, per això és un petit intercanviador multimodal tren-autobús.
L'any 2023 va registrar l'entrada de 2.302.000 passatgers.

## Història
Tot i que es troba al sud de la ciutat, la seva denominació de Centre es deu al fet que anteriorment l'estació havia estat veritablement al centre de Granollers. L'antiga estació es va posar en servei el 23 de juliol de 1854 just a tocar del nucli històric de la vila. El creixement urbanístic de Granollers i la perillositat de les vies que en anys posteriors ja travessaven pel mig el nucli urbà van fer que a principis de la dècada de 1930 l'Ajuntament de Granollers i la companyia MZA acordessin traslladar les vies dos-centes metres cap a l'est i l'estació més cap al sud a l'emplaçament actual. Les obres van començar el 1934 però no va ser fins al 1958 que va entrar en servei l'actual estació. L'antiga estació de Granollers Centre es va enderrocar el 1965.
Anys després, durant el 2017, l'estació va ser objecte d'una remodelació per tal d'adaptar-la a persones amb mobilitat reduïda. Es van eixamplar les andanes, instal·lar paviment podotàctil, millorar l'enllumenat i el vestibul, rehabilitar les marquesines i instal·lar tres ascensors. Durant aquestes obres, es va tancar el pas entre vies, i perquè els viatgers no travessessin les vies, ja que passen trens de la R11 que no s'aturen a Granollers Centre, es va instal·lar una passarel·la provisional per sobre les vies. Això va provocar una forta polèmica entre veins i usuaris, que veien greument afectada la mobilitat de persones amb cotxets o maletes, ja que havien de pujar més de 150 graons i després tornar-los a baixar. La polèmica va anar augmentant degut a les mobilitzacions ciutadanes que va haver d'intervenir-hi el Síndic de Greuges, Rafael Ribó. La polèmica es va donar per superada un cop es va posar en funcionament el pas entre vies i els ascensors.

## Serveis ferroviaris
Tots els trens procedents de Castelldefels (alguns trens de reforç dispersos durant el dia) finalitzen i comencen aquí el seu recorregut.
| Procedència/Destinació                     | <             | Línia         | >                                | Procedència/Destinació                 |
| ------------------------------------------ | ------------- | ------------- | -------------------------------- | -------------------------------------- |
| Rodalia de Barcelona                       |               |               |                                  |                                        |
| Castelldefels                              | Montmeló      |               | terminal                         | terminal                               |
| Aeroport Sants                             | Montmeló      |               | Les Franqueses Granollers Nord   | Sant Celoni Maçanet-Massanes           |
| Martorell Central                          | Montmeló      |               | terminal                         | terminal                               |
| Projectat                                  |               |               |                                  |                                        |
| Vilanova i la Geltrú                       | Montmeló Nord | Línia Orbital | Granollers Polígon \| El Ramassà | Mataró                                 |
| Serveis regionals de Rodalies de Catalunya |               |               |                                  |                                        |
| Barcelona-Sants                            | Sant Andreu   |               | Sant Celoni                      | Figueres Portbou Cervera de la Marenda |

## Galeria d'imatges

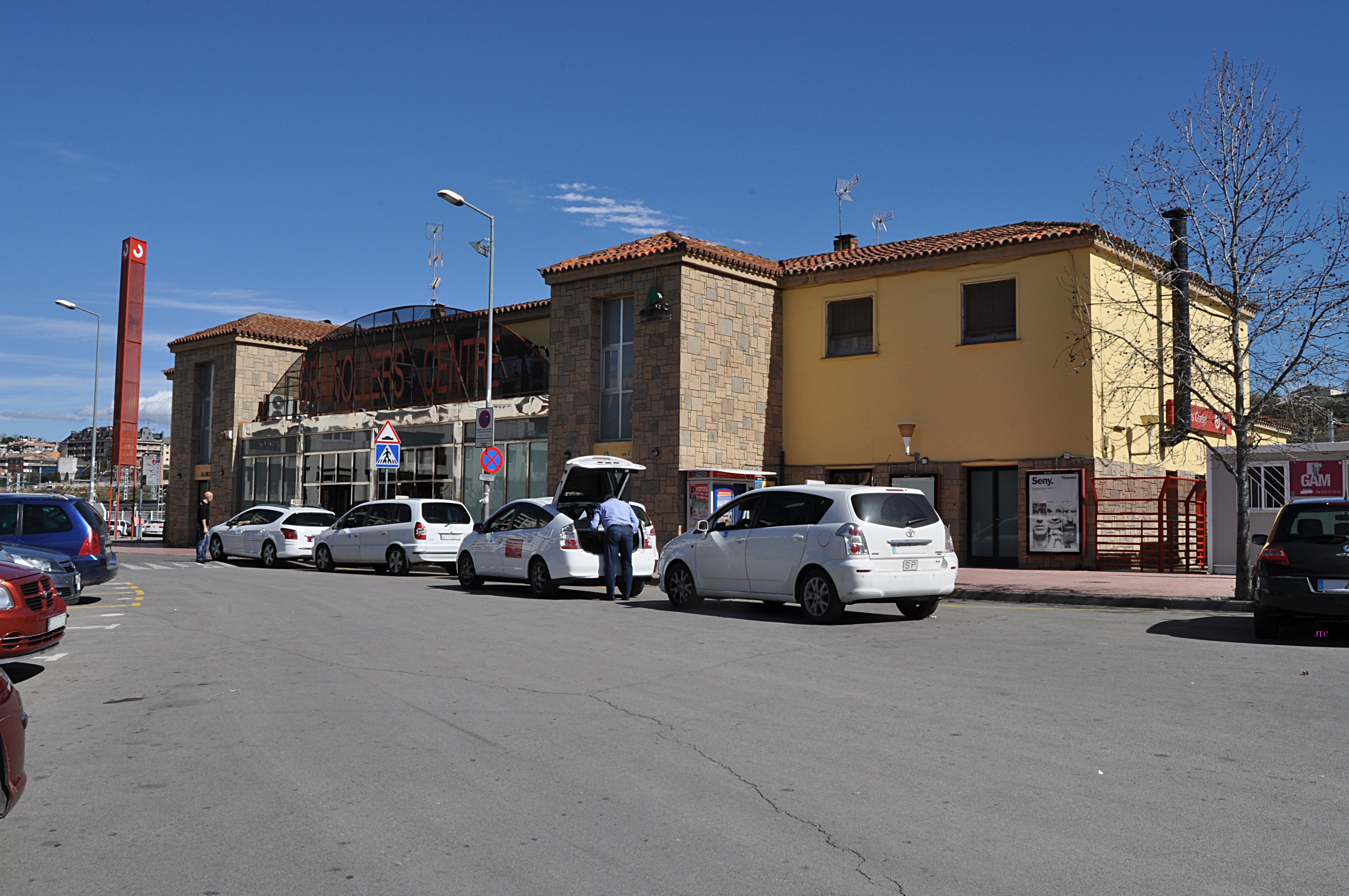
L'edifici de la segona estació, en servei des del 1958.
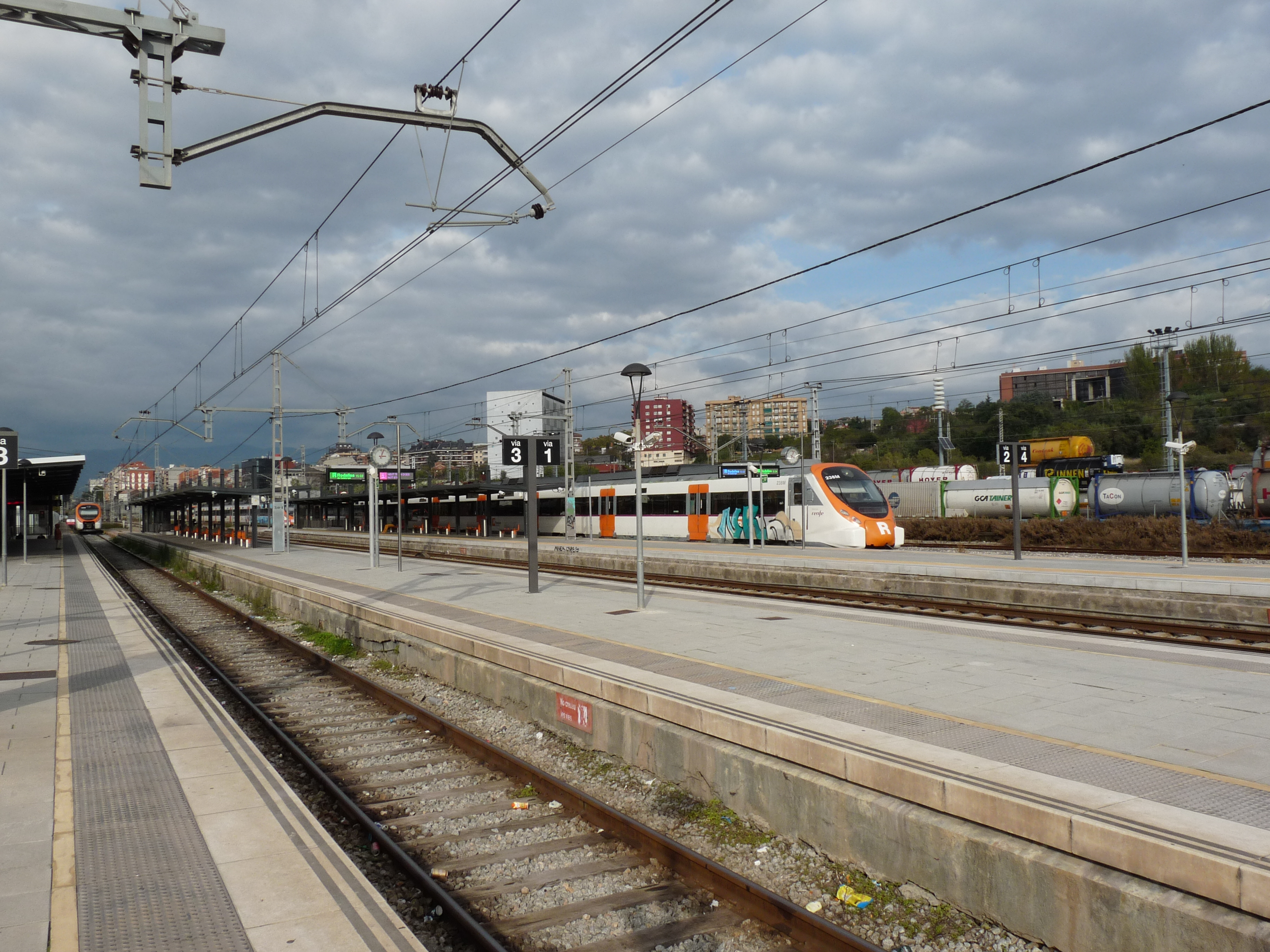
Les andanes, després de la reforma del 2017.
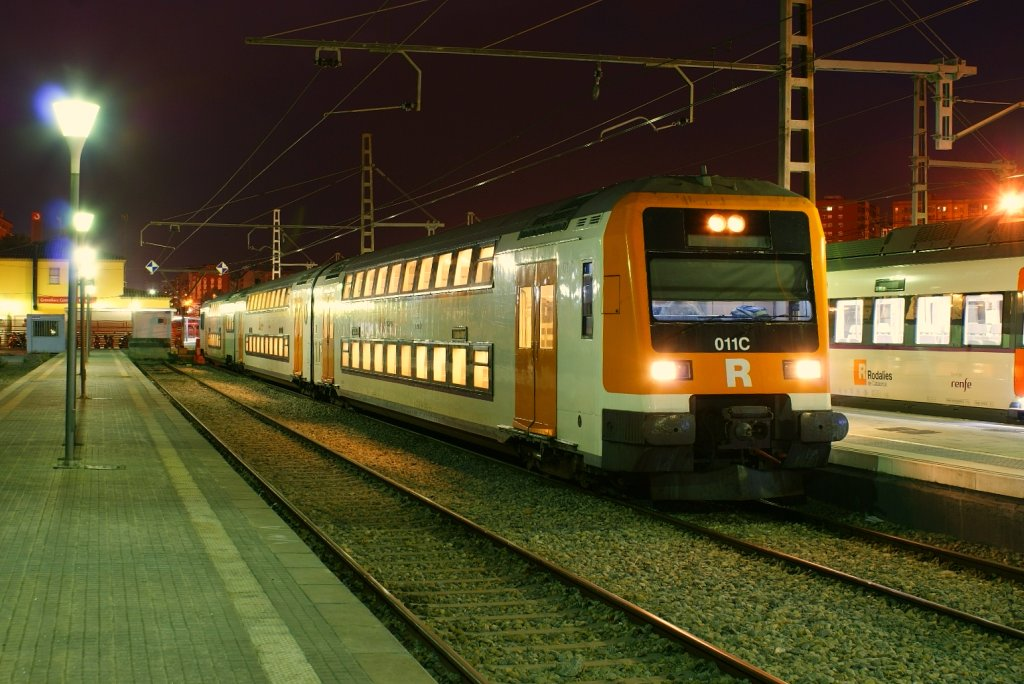
R2 destinació Vilanova i la Geltrú
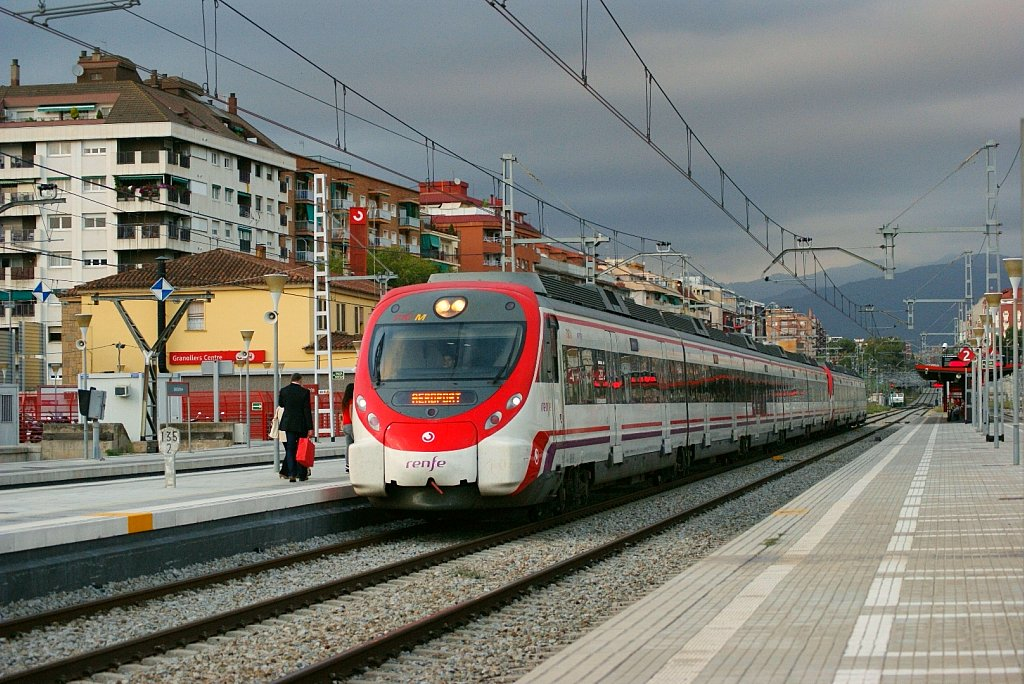
R2 destinació Aeroport